# Рас, Ян
Ян Рас (нидерл. Jan Raas; род. 8 ноября 1952 в Хейнкенсанде, Нидерланды) — бывший нидерландский профессиональный шоссейный велогонщик. Многократный победитель монументальных классик. Чемпион мира 1979 года в групповой гонке. Рекордсмен по победам на Амстел Голд Рейс. 
Был тактически умным гонщиком. Имея трудности с преодолением крутых длинных подъёмов, он отлично проходил короткие подъёмы, характерные для северных классик.

## Карьера
Родился в городке Хейнкенсанде, что в провинции Зеландия. Был одним из десяти детей фермера. До 16 лет не проявлял интереса к велоспорту, но после окончания школы приобрёл свой первый гоночный велосипед и начал принимать участие в юниорских соревнованиях, 21 июля 1969 года одержав свою первую победу на гонке в бельгийском Дамме. Дальнейшие успехи на любительском уровне, такие как победа на этапе Тура Олимпии и первенство в национальном чемпионате, побудили Петера Поста, менеджера известной нидерландской профессиональной велокоманды «TI-Raleigh», предложить Расу контракт на 1975 год.
Первый сезон в команде для 22-летнего голландца вышел неплохим. Он одержал две победы на небольших гонках и занял четвёртое место в общем зачёте Тура Бельгии. В следующем году (1976) Рас стал чемпионом Нидерландов в групповой гонке. Тем не менее в конце сезона он покинул TI-Raleigh, ища больше свободы на гонках. 
1977 год провёл за команду «Frisol–Thirion–Gazelle». В её составе стал триумфатором Милан — Сан-Ремо и Амстел Голд Рейс. После завершения сезон команда прекратила существование и голландец вернулся TI-Raleigh, став одним из главных творцов её успеха в конце семидесятых и начале восьмидесятых годов. Вместе с Герри Кнетеманном Рас был лидером команды, ведя за собой таких гонщиков, как Йоп Зутемелк, Людо Петерс, Сес Петерс, Хенк Люббердинг.

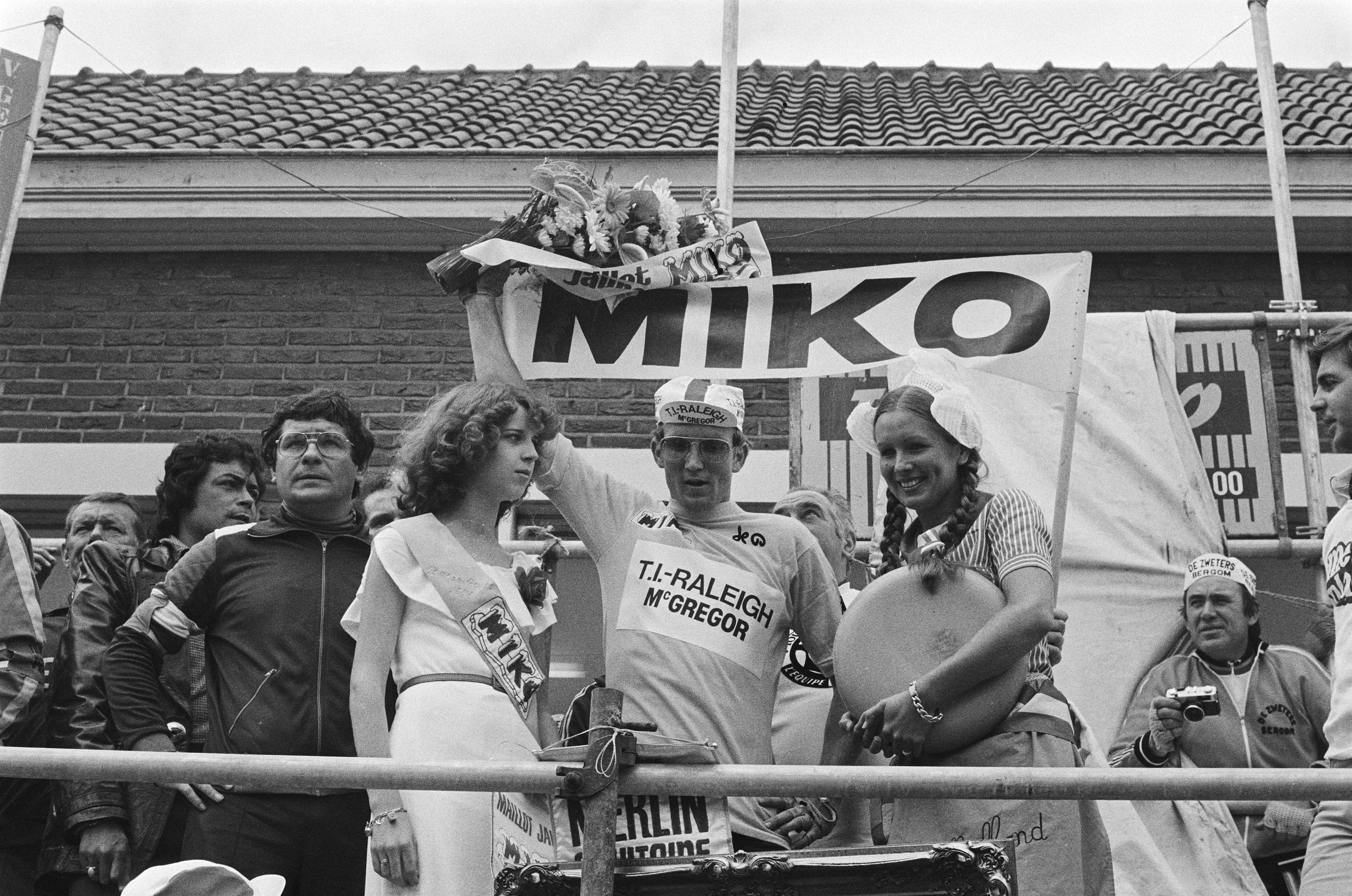
Рас в жёлтой майке лидера на Тур де Франс 1978.

Одним из главных моментов в карьере Яна Раса была победа в групповой гонке на Чемпионате мира 1979 года, проходившем в Валкенбюрге. На финише голландец переспринтовал немца «Диди» Турау перед 200 000 соотечественниками на трибунах. Он стал первым несмотря на использование сервисной машины для подвоза и то, что товарищи по сборной подталкивали его на один из подъёмов. Также Рас и Турау спровоцировали падение итальянца Джованни Батальина за 200 м до финиша.
С 1977 по 1982 гг. Рас шесть раза принимал участие в Амстел Голд Рейс и в пяти случаях одерживал викторию, став рекордсменом гонки по количеству побед. Голландец считал эту гонку своей любимой: «Амстел Голд Рейс была создана для меня, у меня не было горняцких способностей, но короткие и крутые холмы Лимбурга были сделаны для меня»

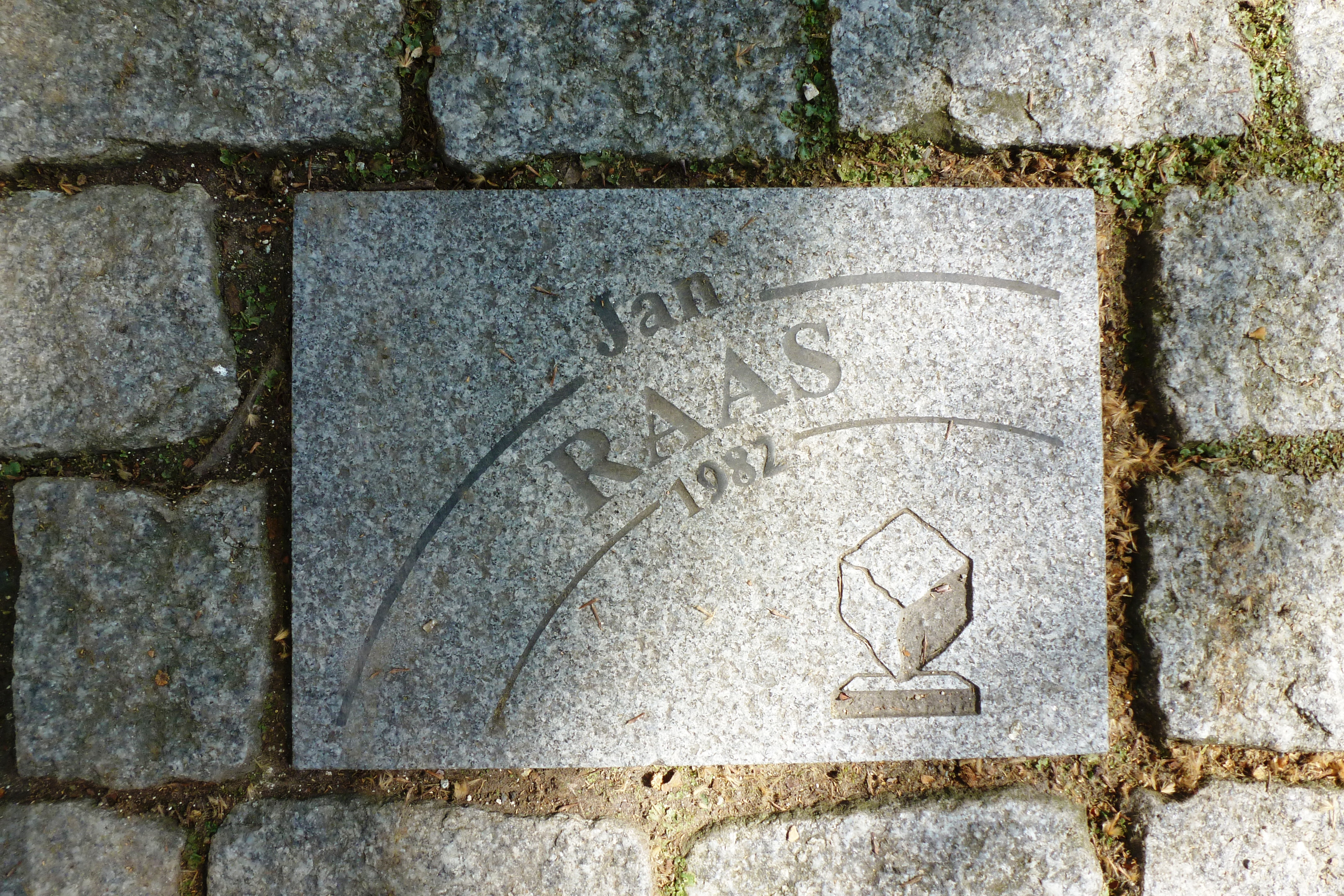
Именной булыжник за победу в Париж — Рубе

В 1982 году с шестой попытки Рас, благодаря роботе его команды (особенно Людо Питерса), выиграл Париж — Рубе.
В 1984 году Рас, выступая уже за команду «Kwantum-Decosol-Yoko», упал на Милан — Сан-Ремо, повредил спину и внутренние органы. После этого он уже не вернулся на былой уровень, хотя и выиграл один из этапов на Тур де Франс 1984. Не в состоянии полностью восстановиться, 28 мая 1985 года 32-летний голландец объявил о завершении спортивной карьеры, вскоре став спортивным директором Kwantum. В новой роли ему удавалось находить новых спонсоров для команды, когда старые уходили. Так, благодаря ему, коллектив спонсировали SuperConfex, Buckler, WordPerfect, Novell и, наконец, Rabobank.
После того как в 1995 году главным спонсором команды стал Rabobank, Рас перешёл на посаду командного менеджера. Он проработал восемь лет в этой должности, уйдя из команды в конце 2003 года из-за неразрешимых разногласий со спонсором.

## Достижения
1972
1-й Этап 5 Тур Олимпии
1-й Тур Средних Нидерланд
1974
Тур Олимпии
1-й Этапы 7а & 8
2-й Тур Дренте
1975
1-й Гран-при Зоттегема
5-й Париж — Тур
6-й E3 Приз Фландрии
6-й Тур Фландрии
8-й Омлоп Хет Волк
1976
Чемпионат Нидерландов
1-й  Групповая гонка
1-й Этап 4 Тур Бельгии
2-й Амстел Голд Рейс
2-й Тур дю От-Вар
4-й Брабантсе Пейл
7-й Париж — Рубе
9-й Омлоп Хет Волк
1977
1-й Милан — Сан-Ремо
1-й Амстел Голд Рейс
1-й Этап 6 Тур де Франс
4-й Тур Средиземноморья
1-й Этап 1
2-й Омлоп Хет Волк
3-й Тур Фландрии
5-й Брабантсе Пейл
6-й Париж — Рубе
7-й E3 Приз Фландрии
8-й Париж — Тур
10-й Гент — Вевельгем
1978
1-й Амстел Голд Рейс
1-й Париж — Брюссель
1-й Париж — Тур
1-й Этап 2 Тур Нидерландов
1-й Этап 2 Тур Нидерландов
1-й Этап 3 Тур Швейцарии
Тур де Франс
1-й Пролог & Этапы 1a, 21
2-й E3 Приз Фландрии
3-й Париж — Рубе
3-й Омлоп Хет Волк
4-й Гент — Вевельгем
1979
Чемпионат мира
1-й  Групповая гонка
1-й  Тур Нидерландов
1-й Пролог & Этап 2
1-й Амстел Голд Рейс
1-й E3 Приз Фландрии
1-й Тур Фландрии
1-й Этап 5 Тур де Франс
1-й Этап 3 Париж — Ницца
1-й Этап 4 Тур Германии
1-й Этап 1b Тур Бельгии
Тур Средиземноморья
1-й Пролог & Этап 5a
2-й Омлоп Хет Волк
3-й Гент — Вевельгем
3-й Париж — Тур
5-й Париж — Рубе
1980
1-й Амстел Голд Рейс
1-й E3 Приз Фландрии
1-й Кюрне — Брюссель — Кюрне
Тур де Франс
1-й Этапы 1a & 1b (КГ), 7b, 9
1-й Этап 3 Тур Нидерландов
1-й Этап 1b Париж — Ницца
1-й Этап 3 Тур Бельгии
Тур Средиземноморья
1-й Пролог (с Герри Кнетеманном)
1-й Этапы 2 & 3b
1-й Этап 3 Этуаль де Бессеж
Тур Люксембурга
1-й Пролог & Этап 1
1-й Этап 1 Гран-при Канн
1-й Шесть дней Роттердама (трек) (с Рене Пиненом)
2-й Дварс дор Фландерен
3-й Милан — Сан-Ремо
3-й Тур Фландрии
3-й Схелдепрейс Владерен
4-й Омлоп Хет Волк
6-й Гент — Вевельгем
1981
1-й E3 Приз Фландрии
1-й Омлоп Хет Волк
1-й Гент — Вевельгем
1-й Гран-при Ефа Схеренса
1-й  Этуаль де Бессеж
1-й Пролог & Этапы 1, 3
1-й Этап 3b Тур Средиземноморья
3-й Тур Фландрии
5-й Амстел Голд Рейс
1982
1-й Париж — Рубе
1-й Амстел Голд Рейс
1-й Дварс дор Фландерен
Тур де Франс
1-й Этапы 6 & 9a (КГ)
2-й Тур Нидерландов
1-й Пролог
1-й Пролог Этуаль де Бессеж
5-й E3 Приз Фландрии
6-й Омлоп Хет Волк
1983
Чемпионат Нидерландов
1-й  Групповая гонка
1-й  Делта Протур
1-й Тур Фландрии
1-й Кюрне — Брюссель — Кюрне
1-й Тур Средних Нидерланд
1-й Гран-при Марсельезы
1-й Этап 1а Три дня Де-Панне
2-й Гент — Вевельгем
2-й Омлоп Хет Волк
3-й Милан — Сан-Ремо
3-й Амстел Голд Рейс
1984
Чемпионат Нидерландов
1-й  Групповая гонка
1-й Этап 9 Тур де Франс

## Статистика выступлений

### Однодневки
| Монументы                |      |      |      |      |      |      |      |      |      |      |      |
| Гонка                    | 1975 | 1976 | 1977 | 1978 | 1979 | 1980 | 1981 | 1982 | 1983 | 1984 | 1985 |
| Милан — Сан-Ремо         | —    | —    | 1    | 105  | 12   | 3    | —    | 14   | 3    | —    | 93   |
| Тур Фландрии             | 6    | 11   | 3    | 22   | 1    | 3    | 3    | 13   | 1    | —    | —    |
| Париж — Рубе             | 40   | 7    | 6    | 3    | 5    | —    | —    | 1    | —    | —    | —    |
| Льеж — Бастонь — Льеж    | —    | —    | 13   | —    | —    | —    | —    | —    | —    | —    | —    |
| Джиро ди Ломбардия       | —    | —    | —    | —    | —    | —    | —    | —    | —    | —    |      |
| Другие                   |      |      |      |      |      |      |      |      |      |      |      |
| Гонка                    | 1975 | 1976 | 1977 | 1978 | 1979 | 1980 | 1981 | 1982 | 1983 | 1984 | 1985 |
| Омлоп Хет Волк           | 8    | 9    | 2    | 3    | 2    | 4    | 1    | 6    | 2    | 11   | —    |
| Кюрне — Брюссель — Кюрне | —    | —    | 5    | —    | —    | 1    | —    | 5    | 1    | —    | —    |
| E3 Приз Фландрии         | —    | —    | —    | 2    | 1    | 1    | 1    | 5    | —    | —    | —    |
| Гент — Вевельгем         | 24   | —    | 10   | 4    | 3    | 6    | 1    | —    | 2    | —    | —    |
| Амстел Голд Рейс         | —    | 2    | 1    | 1    | 1    | 1    | 5    | 1    | 3    | —    | —    |
| Париж — Тур              | 5    | 8    | —    | 1    | 3    | 35   | 1    | 24   | 3    | 30   | —    |

### Гранд-туры
| Гонка           | 1975 | 1976 | 1977 | 1978 | 1979 | 1980 | 1981 | 1982 | 1983 | 1984 | 1985 |
| --------------- | ---- | ---- | ---- | ---- | ---- | ---- | ---- | ---- | ---- | ---- | ---- |
| Джиро д'Италия  | —    | —    | —    | —    | —    | —    | —    | —    | —    | —    | —    |
| Тур де Франс    | —    | 83   | НФ   | 24   | НФ   | НФ   | —    | НФ   | НФ   | НФ   | —    |
| Вуэльта Испании | —    | —    | —    | —    | —    | —    | —    | —    | —    | —    | —    |

| —  | Не участвовал  |
| НФ | Не финишировал |

## Личная жизнь
В марте 1994 года Рас и его жена Аня подверглись вооружённому нападению на свой дом, после чего бывший велогонщик старался не находиться длительные периоды вдали от дома.